# Dialecte saint-marinais
Le dialecte saint-marinais est un dialecte de la langue romagnole parlé dans la République de Saint-Marin par 83 % des habitants  . Il est considéré comme un dialecte intermédiaire entre celui de Rimini, du Valmarecchia et d'Urbino. Le dialecte parlé à Serravalle se distingue par sa proximité avec le dialecte de Rimini.
Son état de conservation est critique, au point d'émettre l'hypothèse de sa disparition d'ici 2040.

## Littérature
Il n’existe pas encore d’orthographe ou de standardisation officielle.
Les principaux écrivains en dialecte saint-marinais étaient Pietro Rossi au XIXe siècle et Nino Lombardi, Marino Rossi et Giuseppe Macina.
Aujourd'hui, Francesco Guidi, connu sous le nom de « Checco », est un auteur prolifique de poèmes ainsi que l'éditeur de recueils de dictons populaires spécialisés dans la variante Serravalle.
En 2021, le premier Dizionario di dialetto San Marino publié par Ente Cassa di Faetano a été présenté.

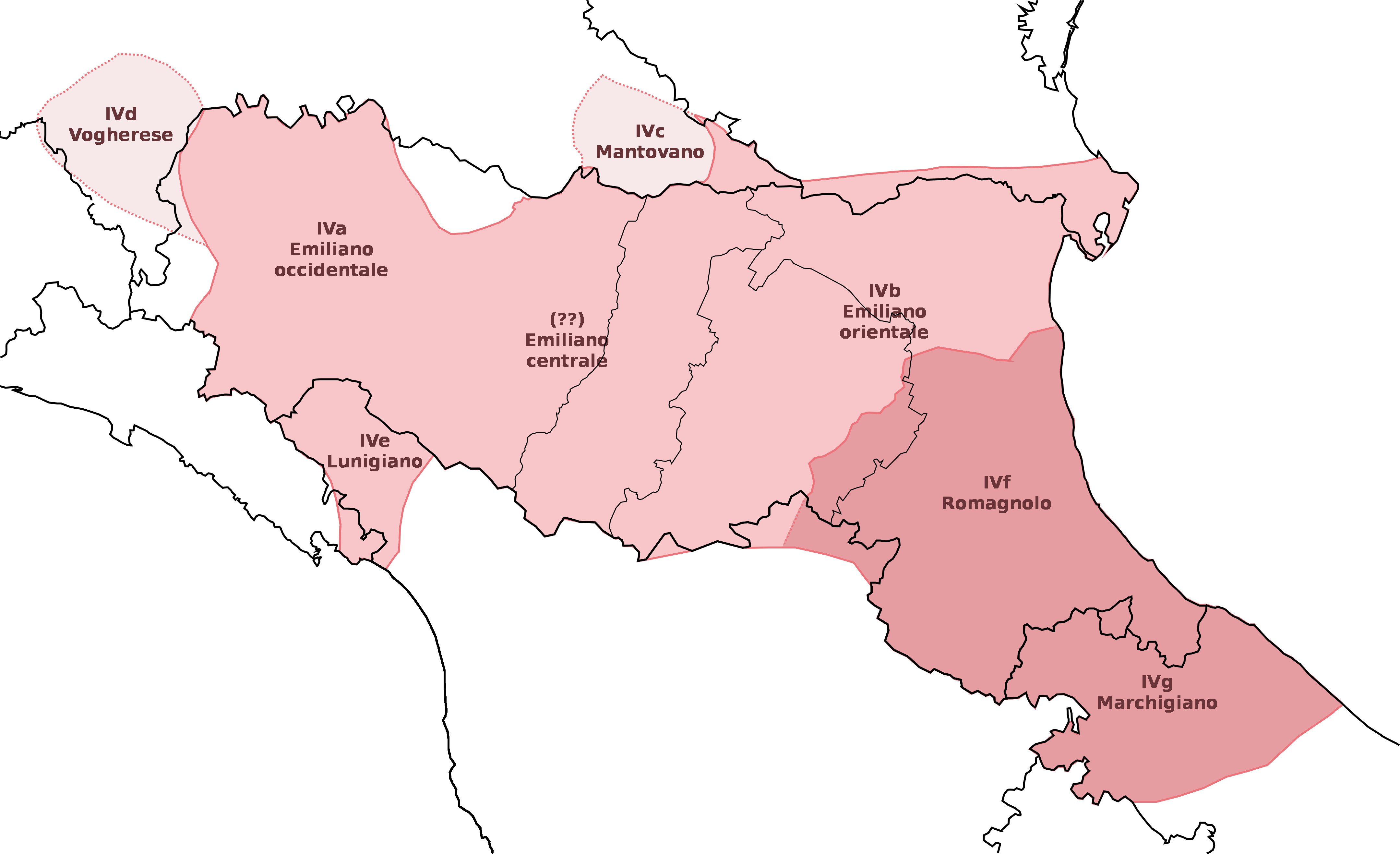
Carte de diffusion du système dialectal émilien-romagne : l'émilien est présent dans les zones rose clair et la romagnole est présente dans les zones rose foncé, tandis que dans les zones rose-blanc les dialectes de transition entre l'émilien et d'autres dialectes sont présents à proximité des langues locales.

## Toponymes à Saint-Marin
Les toponymes suivants sont rapportés dans le Dizionario di dialetto San Marino (2021). Si nécessaire, nous indiquons les châteaux de Città (C), Faetano (F) et Serravalle (S) choisis comme échantillon respectivement des variétés Centrale, Sud et Nord.

### Châteaux
- Acquaviva : Acquaviva
- Borgo Maggiore : Bórg (CF), Bòurg (S)
- Chiesanuova : Cisanòva
- Ville de Saint-Marin : San Marèin (CF), San Maroin (S)
- Domagnano : Dmagnén
- Faetano : Faitèn
- Florentin : Fiurentéin (CF), Fiurantóin (S)
- Montegiardino : Mungiardêin (CF), Mungiardóin (S)
- Serravalle : Seraval

## Exemples
- Je suis allé chercher une paire de chaussures chez Dogana : so andeda a to un per ad scherpi ma la Dughena / a so andè a tò un pera ad scherpi ma la Dughena
- Que fais-tu? : cus chet fè? / tu dois fè? / qu'est-ce que tu as ?
- viens ici : vin a che / vin i che
- Je te verrai plus tard : ac videm pi terd / as videm pi terd
- ne fais pas ça : nu fa csé / nu fa je meme
- Je vais dormir : un vag a durmì
- J'habite à Saint Marin : cerf à Saint Maroin
- tu ne sais rien faire : tu n si bun da fè gnint / tun sè fè gnint
- tu ne peux pas toujours faire ce que tu veux : tu ne peux pas toujours jouir pour mais le thé / tu ne peux pas toujours jouir pour mais toi
- Je peux : ia pos / ji a poss
- regarde bien : guèrda bèin / guerda ben
- tu ne comprends pas : tu n capés / tu n capéss

### Un nuage de Bucasc
"Donca a degh che a' temp d'e prim re 'd Cipre, dop fat la conquesta dla Tera Sänta da Gotifred 'd Buglion, è sucess ch'una gentildona 'd Guascogna l'andò a m'e Sepolcre in pelegrinagg, e a t'e turnä, ariväda ch'la fu a Cipre, la fu vilanament ultragiäda da di omne sceleräd. Lia, dulendsne 'd 'sta cosa, disperäda, la pensò d'andä a ricora da 'e re; ma u 'j fu det da qualch d'un ch'la perdria la fadiga, perché lù l'era d'una vita acsè sgraziäda, e tänt da poch, che non sol u 'n puniva con giustizia gl'ingiuri fati am i ältr, ma änzie e sustneva da vigliach tuta cla gran massa ch'i 'j ne feva m'a lù: tänt che chiunque l'avess avud con lù dla stezza, u 's sfugäva con fäj del bujarii e del birichinädi. La dona, sentend 'sta cosa, disperand d'otnè vendeta, per consuläss un poch de su disgust, la 's mis in testa 'd vlè stuzzigä la cujonagin 'd ché re; e, andäda da lù piangend, la 'j dess: "'E mi signor, i an vengh da té per dmandä vendeta dl'ingiuria ch'm'è städ fata ma, per mi sodisfazion, at pregh che 't m'insegna com t'fè a sufrì tut cl'ingiuri ch'a so ch'u 't ven fat, perché i a possa da té imparä a supurtä la mia con pazienza, e u 'l sa 'e Signor se i al psess fä, che volontier at la regalaria, perché a vegh t'hè 'e cor bon da suportäli"
'E re, städ fin da ché mument gnurgnon e pigre, com ch'u 's fuss proprie svigiäd alora, cmenzand con vendicä ben ben l'ingiuria fata am 'sta dona, el dventò un persecutor acanid 'd tut quii che da ché mument in pò i avess cumess qualcosa contra l'unor dla su curona."